# Terihi
Terihi ist eine unbewohnte Insel im östlichen Pazifischen Ozean, die geografisch zum Archipel der Marquesas gehört und politisch zur Gemeinde Hiva Oa in Französisch-Polynesien. 
Sie ist eine kleine Nebeninsel von Mohotane mit einer Fläche von 0,15 km² und liegt 300 Meter südöstlich davon. Die 245 Meter aus dem Meer ragende, felsige Insel ist wegen der heftigen Brandung und der Steilküste kaum zugänglich. Die Flora ist spärlich, sie besteht vorwiegend aus dem robusten Gras Eragrostis xerophila und dem niedrig wachsenden Nachtschattengewächs Nicotiana fragrans var. fatuhivensis, einem Endemiten auf Fatu Hiva und Mohotane.